# Denise Parruque
Denise Parruque, née le 5 février 2003, est une skipper mozambicaine.

## Carrière
Denise Parruque est sacrée championne d'Afrique de 470 à Luanda en 2020 avec Maria Machava, ce qui les qualifie pour les Jeux olympiques d'été de 2020 à Tokyo,.
Lors de ces Jeux, elles ne parviennent pas à se qualifier pour la course aux médailles.